# 675
675 (DCLXXV na numeração romana) foi um ano comum do século VII, do Calendário Juliano, da Era de Cristo, teve início a uma segunda-feira e terminou também a uma segunda-feira, a sua letra dominical foi G.
| ano completo                         |
| ------------------------------------ |
| Ano comum com início à segunda-feira |

## Eventos
- III Concílio de Braga: artigos de fé e artigos disciplinares.